# DVD Shrink
 DVD Shrink  és un programa per fer còpies de seguretat de DVD protegits contra còpia, a més de poder guardar la imatge de disc en el disc dur de l'ordinador en format ISO o com una carpeta VIDEO_TS.

## Qüestions Legals
Aquest tipus de programes de còpia, que permeten a una persona realitzar una còpia del disc a l'ordinador (explícitament una còpia d'un disc amb drets d'autor) és un assumpte legal molt important. És il·legal als Estats Units el realitzar una còpia de seguretat d'un DVD o CD d'àudio.